# Museo di archeologia e paleontologia Carlo Conti
Il Museo di archeologia e paleontologia Carlo Conti è un museo situato a Borgosesia (VC).

## Storia
Il museo, inaugurato nel 2007 nei locali dell'ex-mercato coperto di Borgosesia, è dedicato a Carlo Conti (1880-1974), scultore locale che dal 1923 al 1954 fu ispettore onorario della soprintendenza archeologica del Piemonte.
La realizzazione del museo viene anticipata dallo stesso Conti nella sua opera Valsesia Archeologica del 1931. Una serie di vicende politiche impedirono a quell'epoca la realizzazione del museo.
Nel 1954 venne fondato il Gruppo Archeologico e Speleologico di Borgosesia che promosse e collaborò in numerose spedizioni archeologiche nell'area e nelle grotte del Monte Fenera che vennero studiate in modo sistematico.

## Descrizione
Il nucleo centrale della collezione sono i materiali paleontologici e archeologici provenienti dagli scavi condotti da Conti fin dagli anni 30 e proseguiti nel tempo da numerosi studiosi e dal GASB.
Il percorso espositivo, principalmente dedicato all'attività didattica, valorizza la fauna pleistocenica ritrovata nelle caverne del Fenera, leoni delle caverne, pantere, linci, rinoceronti e uri particolare rilievo viene dato all'orso speleo ma anche alle tracce della presenza dell'uomo di Neanderthal nell'area, unico caso rinvenuto in Piemonte.
Rilevanti anche le testimonianze della cultura dei vasi a bocca quadrata e la presenza di una piccola testa in pietra di una divinità femminile che è la più antica statua in pietra rinvenuta in Piemonte.
All'età del rame risalgono punte di freccia e lame di selce e osso, resti ceramici sono invece riconducibili all'età del bronzo. 
Sepolture nell'area occidentale della città risalgono alla Cultura di Golasecca e alla prima età del ferro. Alla seconda età del Ferro appartegono invece alcuni corredi funerari femminili ricchi di gioielli. Presenti anche resti dell'epoca romana e della vita successiva al disfacimento dell'impero che riportò al popolamento delle grotte.
Reperti provenienti dal castello di Vanzone sono databili invece dal Basso Medioevo fino al XIX secolo.
Arricchisce la collezione una mostra permanente di pannelli realizzati dall'Università degli Studi di Ferrara, che illustra gli scavi e le ricerche effettuati presso la grotta della Ciota Ciara nel versante est del Monte Fenera.
Il museo fa parte di una rete tra varie piccole realtà museali della zona patrocinata dall'Unione Montana dei Comuni della Valsesia e che ha l'obiettivo di permtettere aperture al pubblico condivise di tali strutture.